# Абдулхаликов, Александр Рустамович
Алекса́ндр Руста́мович Абдулхали́ков (род. 3 марта 1975, Коканд, Ферганская область) — советский, узбекский и российский футболист, защитник; тренер.
Вместе с братом-близнецом Алексеем воспитанник РУОР им. Г. Титова (Ташкент), играл с ним за одни и те же клубы до 2005 года. В 1989—1991 был в составе дубля «Пахтакора». В 1991 году провёл три игры за команду «Сохибкор» Халкабад. В 1992—1993 годах играл в высшей лиге чемпионата Узбекистана в «Пахтакоре» и «Политотделе».
С 1994 года играл в низших дивизионах первенства России: «Сокол»-д Саратов (1994), «Заводчанин» Саратов (1995—1996), «Торпедо» (Павлово) (1997—2000), «Светотехника» Саранск (2001—2002), «Сибур-Химик»/«Химик» Дзержинск (2002, 2008—2010), «Локомотив-НН» (2003), «Динамо» Киров (2004), «Нефтяник» Уфа (2005), «Спартак» Кострома (2006), «Оружейник» Тула (2007), а также любительских клубах Нижегородской области «Спартак» Богородск (2010—2012), «Торпедо-Павлово» (2012—2014).
С октября 2013 — играющий главный тренер ФК «Торпедо-Павлово».